# Golf de la Manchette
Le Golf de la Manchette est un club de golf français inauguré en 2001 sur la commune de Prévessin-Moëns (Ain), à proximité de Genève.

## Parcours
Il compte 18 trous, par 71 d'une longueur totale de 5 376 mètres. Depuis 2018, les trous aller et retour ont été intervertis avec la création d'un practice sur le tracé de l'ancien trou n°9.
| Trou     | Trou     | 1   | 2   | 3   | 4   | 5   | 6   | 7   | 8   | 9   | Aller | 10  | 11  | 12  | 13  | 14  | 15  | 16  | 17  | 18  | Retour | Total |
| -------- | -------- | --- | --- | --- | --- | --- | --- | --- | --- | --- | ----- | --- | --- | --- | --- | --- | --- | --- | --- | --- | ------ | ----- |
| Par      | Par      | 5   | 3   | 5   | 4   | 4   | 3   | 5   | 3   | 5   | 37    | 3   | 5   | 4   | 3   | 4   | 4   | 4   | 4   | 3   | 34     | 71    |
| Handicap | Handicap | 3   | 9   | 4   | 1   | 7   | 17  | 2   | 11  | 15  |       | 18  | 6   | 10  | 14  | 13  | 12  | 5   | 8   | 16  |        |       |
| Hommes   | Blancs   | 458 | 166 | 432 | 310 | 272 | 145 | 415 | 167 | 443 | 2 808 | 112 | 477 | 309 | 194 | 344 | 317 | 324 | 326 | 165 | 2 568  | 5 376 |
| Hommes   | Jaunes   | 446 | 154 | 417 | 294 | 263 | 115 | 400 | 157 | 418 | 2 664 | 105 | 459 | 290 | 167 | 326 | 303 | 314 | 315 | 147 | 2 426  | 5 090 |
| Femmes   | Bleus    | 433 | 135 | 402 | 283 | 254 | 105 | 384 | 147 | 373 | 2 516 | 98  | 449 | 264 | 148 | 312 | 288 | 304 | 304 | 138 | 2 305  | 4 821 |
| Femmes   | Rouges   | 413 | 129 | 364 | 271 | 245 | 94  | 369 | 137 | 346 | 2 368 | 91  | 439 | 252 | 123 | 296 | 273 | 294 | 293 | 115 | 2 176  | 4 544 |